# Денні Макгрейн
Денні Макгрейн (англ. Danny McGrain, нар. 1 травня 1950, Глазго) — шотландський футболіст, що грав на позиції захисника. По завершенні ігрової кар'єри — футбольний тренер.
Виступав, зокрема, за клуб «Селтік», а також національну збірну Шотландії.

## Клубна кар'єра
Практично всю свою кар'єру футболіста Макгрейн провів у складі «Селтіка» з рідного міста Глазго, зіграв за 17 сезонів у складі «біло-зелених» 681 матч, забив дев'ять голів. За цей час дев'ять разів виборював титул чемпіона Шотландії, став семиразовим володарем Кубка Шотландії та переможцем Кубка шотландської ліги, а з 1977 по 1987 рік був капітаном «кельтів».
Після відходу з клубу Денні протягом сезону 1987/88 виступав за «Гамільтон Академікал», після чого повісив бутси на цвях".

## Виступи за збірну
Дебют Макгрейна в збірній Шотландії відбувся 12 травня 1973 року, коли «тартанова армія» в рамках Домашнього чемпіонату Великої Британії зустрічалася з Уельсом.
В наступному році Денні в складі «горян» вирушив на чемпіонат світу 1974 року, який відбувся в ФРН. На турнірі шотландці виступили невдало, не вийшовши з групи. Макгрейн провів всі три матчі «тартанових», якими були зустрічі із Заїром, Бразилієюта Югославією.
Наступний світовий форум захисник вимушено пропустив через травму щиколотки. На першість світу 1982 року в Іспанії Макгрейн прибув як капітан національної збірної. Чемпіонат шотландці знову провалили, не пробившись в раунд плей-офф. На рахунку Денні виявилися дві гри з трьох «горян» на цій першості світу — з Новою Зеландією та СРСР. Ці поєдинки виявилися останніми для Макгрейна у складі збірної Шотландії. Всього за 9-річний період у національній команді Денні провів 62 матчі.

## Кар'єра тренера
Після закінчення кар'єри футболіста Денні почав працювати тренером — у сезонах 1992/93 та 1993/94 він без особливого успіху очолював клуб «Арброт».
З липня 1994 року Макгрейн працює в системі рідного «Селтіка» — впродовж 18 років був помічником наставника молодіжної команди «кельтів». 
З 18 жовтня 2012 року Денні став асистентом головного тренера першого складу Ніла Леннона.

## Титули і досягнення

### Командні
- Чемпіон Шотландії (9):

«Селтік»: 1970–1971, 1971–1972, 1972–1973, 1973–1974, 1976–1977, 1978–1979, 1980–1981, 1981–1982, 1985–1986
- Володар Кубка Шотландії (7):

«Селтік»: 1970—1971, 1971—1972, 1973—1974, 1974—1975, 1976—1977, 1979—1980, 1984—1985
- Володар Кубка шотландської ліги (1):

«Селтік»: 1974—1975, 1982—1983

### Особисті
- Гравець року за версією Шотландської асоціації футбольних журналістів: 1977
- Зал слави шотландського футболу: включений у 2004[16]